# 天都 (人工衛星)
天都（英語: Tiandu）は月の周囲で通信技術や衛星測位システムの試験を行う中国の人工衛星である。天都1号と天都2号の2機の衛星から構成され、地球と月探査機嫦娥6号の間の通信をリレーする鵲橋2号に相乗りして2024年3月20日に打ち上げられた。その後、両機は鵲橋2号に続いて3月24日17時43分 (UTC) に月周回軌道に投入された。

## 概要
天都は中国が開発中の月周回軌道上の通信衛星、測位衛星である。名前は中国安徽省黄山の天都峰に因む。天都1号はKaバンドで通信し、レーザーリトロリフレクターアレイが備わっている。天都2号は衛星測位用の機器を有している。また天都は鵲橋2号の通信を支援する。
過去に月周回軌道へ投入された通信衛星としては宇宙航空研究開発機構の月探査機かぐやのリレー衛星（おきな）がある。また中国は2018年に月の裏側を探査する嫦娥4号を支援する通信衛星として鵲橋を打ち上げたが、こちらは月周回軌道ではなく地球-月系のラグランジュ点に置かれている。天都は地球以外の天体を周回する測位衛星としては世界初となる。